# تيتسويا فوناتسو
تيتسويا فوناتسو (باليابانية: 舩津 徹也) (9 فبراير 1987 في أوساكا في اليابان – )؛ هو لاعب كرة قدم ياباني سابق كان يلعب كمدافع.

## وصلات خارجية
- تيتسويا فوناتسو على موقع رابطة كرة القدم اليابانية للمحترفين (اليابانية)
- تيتسويا فوناتسو على موقع قاعدة بيانات كرة القدم.إي يو (الإنجليزية)
- تيتسويا فوناتسو على موقع Soccerway.com (الإنجليزية)
- تيتسويا فوناتسو على موقع عالم كرة القدم.نت (الإنجليزية)